# Tor Johnson

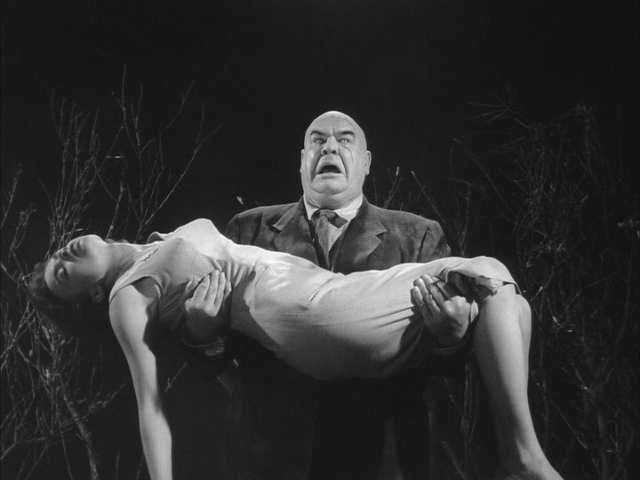
Tor Johnson in Plan 9 from Outer Space

Tor Johnson (* 19. Oktober 1903 in Schweden; † 19. Mai 1971 in San Fernando, Kalifornien) war ein schwedischer Wrestler und Schauspieler.

## Leben
Mit 25 Jahren wanderte Johnson in die Vereinigten Staaten aus und kam 1931 nach Los Angeles, was klimatisch bedingt vor allem für sein rheumatisches Herzleiden gut war, an dem er über 40 Jahre lang litt.
1934 trat Johnson erstmals in einem Film auf. Wenn er keine Filmanstellung fand, hielt er sich mit Wrestlingkämpfen unter dem Künstlernamen „The Swedish Angel“ finanziell über Wasser. Im Verlauf der nächsten Jahre wirkte Johnson in zahlreichen Filmen in kleinen und Kleinstrollen mit. Der berühmteste Film, an dem er gearbeitet hat, dürfte der 1944 gedrehte Streifen Das Gespenst von Canterville sein.
In den 1950er Jahren trat er noch in einigen Nebenrollen in Filmen von Abbott und Costello auf, bis er auf den Regisseur Ed Wood traf. Dieser hatte Johnson beim Catchen gesehen und war von dessen physischer Erscheinung begeistert. Von da an wirkte Johnson in zahlreichen B-Movie-Horrorfilmen mit. So trat er ab 1956 in mehreren von Woods eigenen Filmen auf, darunter auch im Jahr 1958 in Plan 9 from Outer Space, der heute als „der schlechteste Film aller Zeiten“ gilt.
Anfang der 1960er Jahre zog sich Johnson mangels Rollenangeboten aus dem Filmgeschäft zurück. Seine letzte Hauptrolle hatte er 1961 in dem Film The Beast of Yucca Flats gespielt. Sein Geld verdiente er sich ab da überwiegend durch Auftritte bei Supermarkteröffnungen in seinen alten Horror-Kostümen sowie in Fernseh-Quiz-Shows. Unter anderem trat er hierbei auch in einer Folge der Show You Bet Your Life mit Groucho Marx auf.
Ab 1968 verschlechterte sich sein Gesundheitszustand rapide und Johnson konnte kaum noch das Haus verlassen. Schließlich wurde er 1971 ins Krankenhaus von San Fernando Valley eingeliefert, wo er am 19. Mai im Alter von 67 Jahren an Herzversagen verstarb.
Tor Johnson erreichte auch dadurch „Berühmtheit“, dass die Halloween-Maske, die sein Konterfei darstellte, die bis heute meistverkaufte Horrormaske der USA ist.

## Filmografie (Auswahl)
- 1934: Registered Nurse
- 1935: Man on the Flying Trapeze
- 1941: Der Schatten des dünnen Mannes (Shadow of the Thin Man)
- 1942: Der freche Kavalier (Gentleman Jim)
- 1944: Das Gespenst von Canterville (The Canterville Ghost)
- 1944: Abenteuer im Harem (Lost in a Harem)
- 1947: Der Weg nach Rio (Road to Rio)
- 1948: Der beste Mann (State of the Union)
- 1950: Das Raubtier ist los! (The Reformer and the Redhead)
- 1950: Abbott und Costello als Legionäre (Abbott and Costello in the Foreign Legion)
- 1952: Menschenjagd in San Francisco (The San Francisco Story)
- 1952: Die Frau mit der eisernen Maske (Lady in the Iron Mask)
- 1953: Houdini, der König des Varieté (Houdini)
- 1955: Die Rache des Würgers (Bride of the Monster)
- 1956: Die Schreckenskammer des Dr. Thosti (The Black Sleep)
- 1959: Plan 9 aus dem Weltall (Plan 9 from Outer Space)
- 1959: Night of the Ghouls
- 1960: Bonanza (Fernsehserie, Folge San Francisco)
- 1961: Pippi Langstrumpf (Pippi Longstocking)
- 1961: The Beast of Yucca Flats
- 1968: Head